# William Francis Murphy
William Francis Murphy (ur. 14 maja 1940 w Bostonie, Massachusetts) – amerykański duchowny katolicki, biskup Rockville Centre w metropolii Nowy Jork w latach 2001–2016.
W roku 1961 ukończył seminarium św. Jana w Brighton, po czym skierowano go na dalsze studia do Rzymu. W roku 1965 ukończył studia na Uniwersytecie Gregoriańskim. 16 grudnia 1964 otrzymał święcenia kapłańskie z rąk bpa Francisa F. Reh. Obrzęd miał miejsce w bazylice św. Piotra, a wraz z nim ordynowani zostali George William Coleman (biskup Fall River) i Walter Edyvean (biskup pomocniczy Bostonu). Od roku 1974 pracował w Kurii Rzymskiej w Papieskiej Radzie Iustitia et Pax, początkowo jako oficjał, a następnie w latach 1980–1987 jako podsekretarz. Po powrocie do kraju służył w kurii archidiecezjalnej będąc jednocześnie rektorem seminarium duchownego im. Jana XXIII w Weston. W latach 1993–2001 wikariusz generalny i moderator kurii archidiecezjalnej.
21 listopada 1995 otrzymał nominację na biskupa pomocniczego Bostonu ze stolicą tytularną Saia Maior. Sakry udzielił mu kardynał Bernard Law. Niedługo przed wybuchem skandalu seksualnego w archidiecezji Boston (w wyniku którego do dymisji podał się kard. Law), dnia 26 czerwca 2001, został mianowany przez Jana Pawła II ordynariuszem Rockville Centre na wyspie Long Island.
9 grudnia 2016 papież Franciszek przyjął jego rezygnację z urzędu złożoną ze względu na wiek.